# Convair F2Y Sea Dart
Convair F2Y Sea Dart – amerykański myśliwiec przechwytujący, wodnosamolot z napędem odrzutowym, wyprodukowany w pierwszej połowie lat 50. XX wieku przez wytwórnię Convair dla United States Navy. Samolot nadal (2017) pozostaje najszybszym wybudowanym wodnosamolotem świata, w płytkim locie nurkowym osiągającym prędkość naddźwiękową.

## Historia

### Geneza
W drugiej połowie lat 40. XX wieku nastąpił gwałtowny rozwój samolotów z napędem odrzutowym. Pierwszym pokładowym myśliwcem przeznaczonym dla amerykańskiej marynarki z takim typem napędu był McDonnell FH-1 Phantom. Jednak FH-1 i kolejne z sukcesem wprowadzane na pokład lotniskowców odrzutowe samoloty myśliwskie Grumman F9F Panther, Grumman F-9 Cougar nie mogły pochwalić się osiąganiem w locie prędkości naddźwiękowej. Analizy przeprowadzone wówczas przez marynarkę wykazały, że maszyny zdolne do osiągania i lotu z prędkością naddźwiękową, wymagają zbyt długiej drogi startowej i lądowania, aby można było zrealizować je na pokładzie lotniskowca. Dodatkowo znaczna prędkość lądowania stwarzałaby duży problem w opanowaniu samolotu w trakcie podejścia do lądowania na kołyszącym się pokładzie lotniskowca. Jedynym rozwiązaniem była budowa samolotu bazowania lądowego, jednak uniemożliwiałoby to współpracę z projektowanym niemal równolegle innym wodnosamolotem US Navy przeznaczonym do bombardowań strategicznych, maszyną Martin P6M SeaMaster. W tych warunkach, w 1948 roku zainicjowano program morskiego samolotu myśliwskiego “Sea Fighter”, zdolnego do operowania z wysuniętych baz, ale bez potrzeby korzystania z lądowych lotnisk i ich infrastruktury. Tym samym jedynym rozwiązaniem była konstrukcja w układzie wodnosamolotu. Taką maszynę, również od 1948 roku projektowano w wytwórni Convair, która 1 października tego samego roku odpowiedziała na zapotrzebowanie US Navy, prezentując marynarce kilka koncepcyjnych projektów tego typu samolotów. Jednym z nich była maszyna ze skrzydłami w układzie delta, która dysponując wodoszczelnym kadłubem mogłaby swobodnie unosić się na wodzie, a do startu i lądowania używana byłaby wysuwana z nosa samolotu płoza, unosząca przód maszyny do góry ponad wodę. Taka też koncepcja zyskała przychylność US Navy, która 19 stycznia 1951 roku podpisała z Convairem kontrakt na budowę dwóch prototypów oznaczonych jako XF2Y-1 SeaDart.

### Projekt

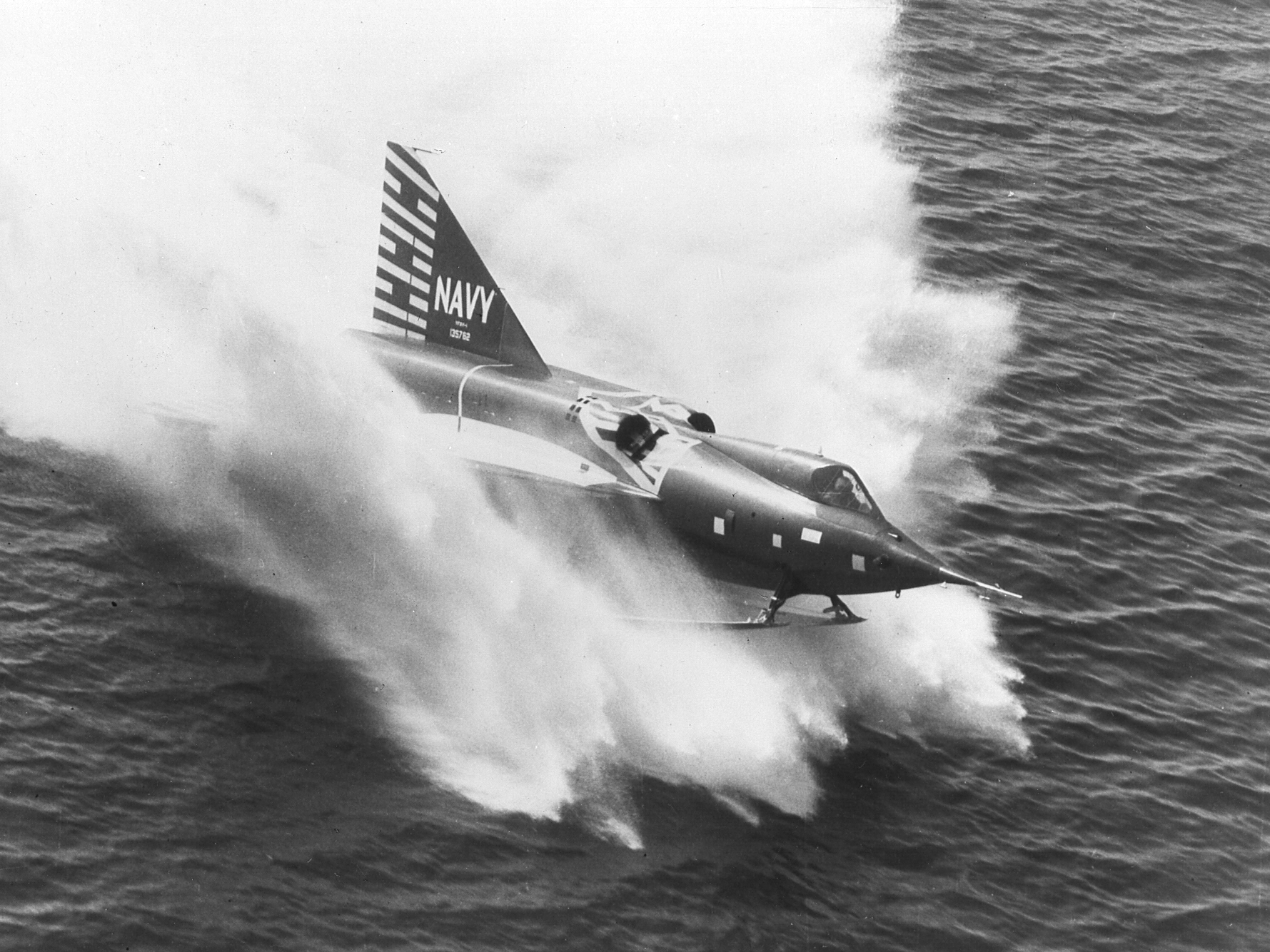
XF2Y-1 Sea Dart w trakcie lądowania

Zaprojektowano maszynę ze skrzydłami w układzie delta z pojedynczym statecznikiem pionowym i bez usterzenia poziomego. Zamiast jednej płozy na dziobie samolotu, zastosowano dwie płozy unoszące przód maszyny do góry, chowane do kadłuba podczas lotu. W tylnej części kadłuba znajdowały się dwa hamulce aerodynamiczne umożliwiające również sterowanie samolotem podczas płynięcia po wodzie. Samolot dysponował wodoszczelnym kadłubem, który umożliwiał mu unoszenie się na wodzie. Kadłub podzielony był na kilkanaście wodoszczelnych przedziałów, nawet uszkodzenie kilku z nich i dostanie się wody do środka nie powodowało zatonięcia samolotu. Maszyna dysponowała dwoma silnikami Westinghouse XJ46-WE-2 z dopalaczem dysponujące ciągiem 27,1 kN każdy. Wloty powietrza do silników znajdowały się za kabiną pilota, na górnej części kadłuba, po obu jego stronach. Takie ich umieszczenie miało zapobiec dostawaniu się wody do silników podczas startu i lądowania na wodzie. Kabina pilota osłonięta była jednoczęściową, unoszoną do góry owiewką z pojedynczym słupkiem wzmacniającym ustawionym pośrodku, ograniczało to widoczność do przodu. Dno kadłuba uformowane w kształcie litery V o kącie rozwarcia 110°. Powierzchnie sterowe samolotu napędzane były hydraulicznie. Będąc na wodzie, przód samolotu był naturalnie uniesiony, krawędź natarcia w miejscu połączenia z kadłubem znajdowała się 45 cm nad lustrem wody. Podczas swobodnego unoszenia się na powierzchni wody, płozy samolotu schowane były we wnękach pod spodem kadłuba. Gdy samolot startował i osiągał prędkość 16 km/h, płozy wysuwane były do połowy, po osiągnięciu prędkości rzędu 70–90 km/h, płozy wysuwały się całkowicie. W takiej pozycji pozostawały aż do osiągnięcia prędkości startowej wynoszącej 230 km/h. W powietrzu płozy były chowane do wnęk. Samolot wyposażony był w szczątkowe podwozie składające się z niewielkich kółek zainstalowanych na stałe na końcach płóz oraz na końcu kadłuba. Dzięki nim Sea Dart był w stanie samodzielnie wjechać na rampę o niewielkim nachyleniu, aczkolwiek po lądzie nie był w stanie samodzielnie się poruszać.

## XF2Y-1

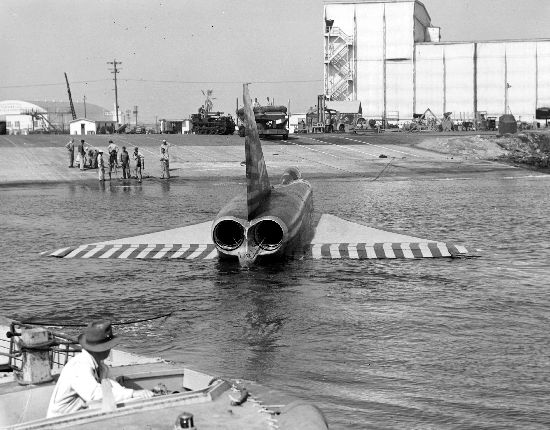
Sea Dart unoszący się na wodzie

Jeszcze przed oblotem samolotu US Navy zamówiła poza dwoma prototypami jeszcze tuzin samolotów. Pierwsza seria czterech egzemplarzy otrzymała oznaczenie YF2Y-1 i miała być przeznaczona do badań w locie a reszta, osiem, w wersji seryjnej. Marynarka zamówiła jeszcze osiem dodatkowych seryjnych maszyn, oznaczonych jako F2Y-1, w sumie 22 samoloty. Pierwszy ukończony prototyp, napędzany jednostką Westinghouse J34-WE-32 (docelowa J46 nie była jeszcze dostępna) został przetransportowany na wody Zatoki San Diego w grudniu 1952 roku. Pierwsze próby pływalności samolotu po wodzie przeprowadzono 14 grudnia 1952 roku, za sterami maszyny siedział Ellis D. Shannon. Miesiąc później, 14 stycznia 1953 roku, podczas szybkiego płynięcia, Sea Dart niespodziewanie uniósł się w powietrze i wykonał 300 metrowy skok. Oficjalny oblot samolotu odbył się 9 kwietnia 1953 roku. W locie maszyna zachowywała się poprawnie, jednak dwa elementy wymagały poprawy. Pierwszy z nich to niewystarczający ciąg silników (co nie było poważnym problemem, silniki i tak miały być wymienione na mocniejsze). Krytycznym problemem było zachowanie się samolotu podczas startów i lądowań. W trakcie tych etapów, płozy maszyny wpadały w bardzo duże wibracje, które przenoszone były na cały samolot, czyniąc go praktycznie niesterownym. W konsekwencji, w połowie 1954 roku maszyna wróciła do wytwórni w celu gruntownego przekonstruowania. Do tego czasu XF2Y-1 wykonał ponad 140 lotów. Dwie płozy zastąpiono pojedynczą nartą, która jednak nie chowała się całkowicie w obrys kadłuba. Zainstalowano jednocześnie nowe silniki J46 z dopalaczami. Wnęki po obydwu płozach nie zostały zaślepione, zaburzając jego aerodynamikę. Jako że maszyna nie była przeznaczona do lotów z dużymi prędkościami, nie stanowiło to problemu dla konstruktorów. XF2Y-1 wziął udział w badaniach hydrodynamicznych mających na celu sprawdzenie w praktyce zastosowanego rozwiązania z pojedynczą nartą. Próby wypadły pomyślnie, samolot mógł realizować procedury startów i lądowań nawet przy trzymetrowych falach. 16 stycznia 1956 roku maszyna wykonała ostatni lot i została uziemiona na prawie rok, gdy Sea Dart posłużył do badań nad zastosowaniem hydropłata, podobnego do stosowanych w wodolotach, zainstalowanego wzdłuż osi podłużnej kadłuba. Samolot przeprowadził próbne kołowania na wodzie, ale bez możliwości lotu. Z hydropłatem nie można było podnieść przodu samolotu o wymagane do startu 17°-19°. Samolot sprawował się na wodzie dobrze do prędkości rzędu 90 – 110 km/h, przy której wpadał w bardzo silne wibracje. Przeprowadzone na jesieni 1957 roku testy ze zmniejszonym hydropłatem nie rozwiązały problemu. W międzyczasie, 14 października 1953 roku marynarka anulowała zamówienie na budowę drugiego prototypu. Rolę samolotów testowych przejęły YF2Y-1.

## YF2Y-1

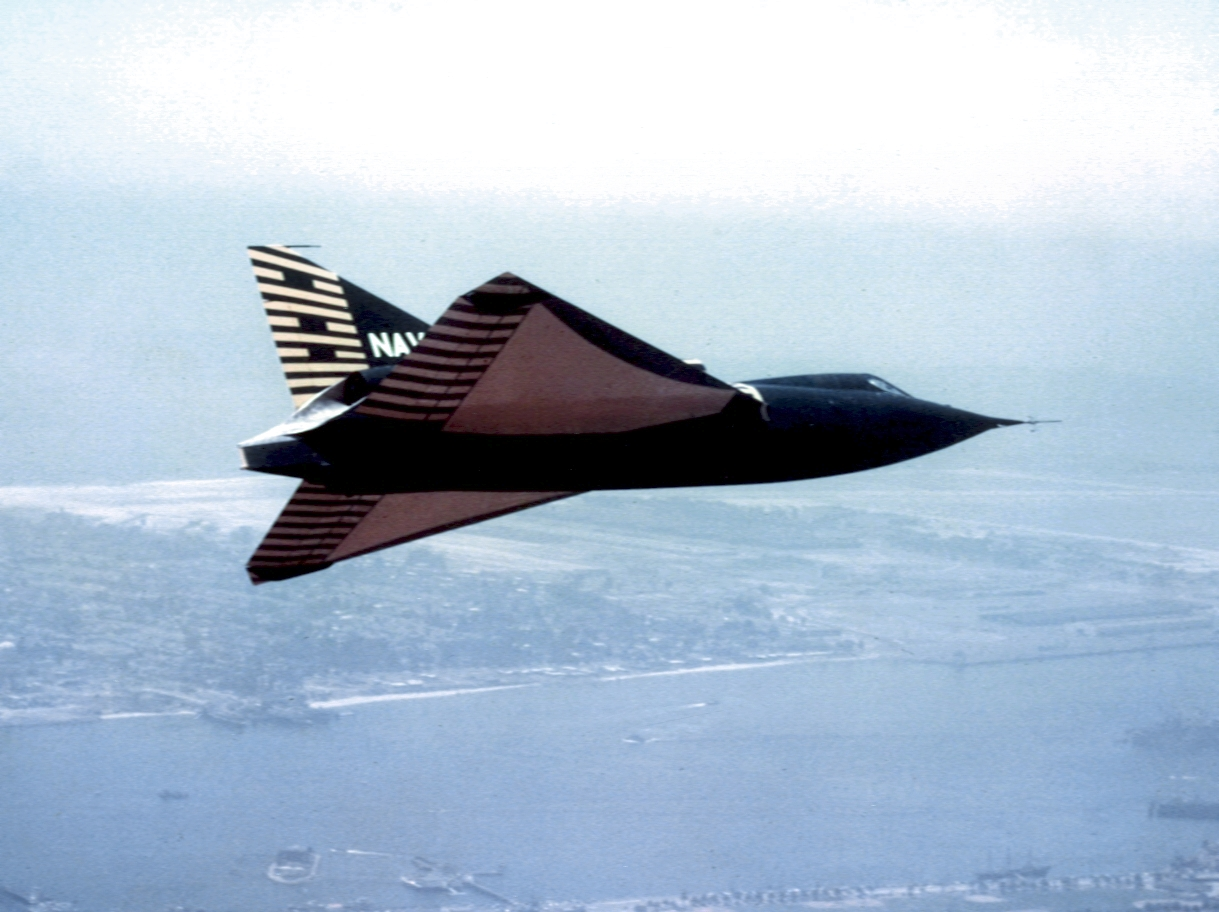
XF2Y-1 w locie nad San Diego

YF2Y-1 od początku wyposażony był w docelowe silniki J46. Nie posiadał kół, w związku z czym po lądzie musiał być transportowany na specjalnym wózku. Pomimo umieszczenia nad skrzydłami wlotów powietrza do silników, nie udało się całkowicie wyeliminować dostawania się wody morskiej do silnika. Na pierwszej i trzeciej wybudowanej maszynie zabudowano instalację płukania sprężarek silników słodką wodą. 3 kwietnia 1954 roku, podczas płytkiego lotu nurkowego, samolot za sterami którego siedział pilot doświadczalny Convaira, Charles Richbourg, przekroczył barierę dźwięku. Tym samym Sea Dart stał się najszybszym wodnosamolotem na świecie. Rekord ten nie został pobity do dziś. Bryła samolotu nie została jednak zaprojektowana zgodnie z regułą pól, w efekcie czego w locie poziomym nie był w stanie osiągnąć prędkości naddźwiękowej, zbliżając się do tej prędkości, samolot wpadał w bardzo silne wibracje grożące uszkodzeniem płatowca i czyniąc go bardzo trudnym w sterowaniu. 4 listopada 1954 roku doszło do wydarzenia, które zaważyło na losach całego projektu. Podczas pokazu zorganizowanego dla dziennikarzy i przedstawicieli marynarki, pilotowany przez Charlesa Richbourga YF2Y-1 o numerze seryjnym 135762, w trakcie przelotu na małej wysokości wpadł w drgania podłużne i rozpadł się w powietrzu. Charles E. Richbourg, 31-letni weteran II wojny światowej, nie przeżył katastrofy. Dalsze próby podjęto na dostępnym, zmodernizowanym pierwszym prototypie XF2Y-1 oraz drugim wybudowanym samolocie w wersji YF2Y-1. W sumie wybudowano cztery egzemplarze przedseryjne, jeden z nich uległ rozbiciu, z pozostałych czterech w powietrze wzniósł się tylko jeden. 4 marca 1955 roku dokonano oblotu samolotu. Był on najbardziej konstrukcyjnie zbliżony do niewyprodukowanej wersji seryjnej. Maszyna miała dwie płozy z kółkami na końcach i napędzana była dwoma silnikami J46. Problem wibracji płatowca podczas startów i lądowań nie został rozwiązany. Próby samolotu trwały tylko do 28 kwietnia tego samego roku, a po ich zakończeniu maszyna trafiła do magazynu.

## XF2Y-2
Niezrealizowaną wersją samolotu był model oznaczony wstępnie jako XF2Y-2. Maszyna miała zostać zaprojektowana zgodnie z regułą pól, w celu umożliwienia jej lotów z prędkością naddźwiękową. Napęd miał stanowić pojedynczy silnik Westinghouse J67 o ciągu 53,4 kN lub Pratt & Whitney J-57-P-4. Potencjalnie również sugerowano budowę zupełnie nowej jednostki napędowej o ciągu 66,7 kN. Samolot miał posiadać pojedynczą płozę wykorzystywaną podczas startów i lądowań.

## Uzbrojenie
Żaden z wybudowanych samolotów nie był uzbrojony, aczkolwiek w wersji seryjnej planowano instalację uzbrojenia strzeleckiego, składającego się z czterech, typowych dla samolotów marynarki działek kalibru 20 mm Colt Mk 12 oraz dwóch wyrzutni niekierowanych pocisków rakietowych Mk 4/Mk 40 Folding-Fin Aerial Rocket.

## Zakończenie programu

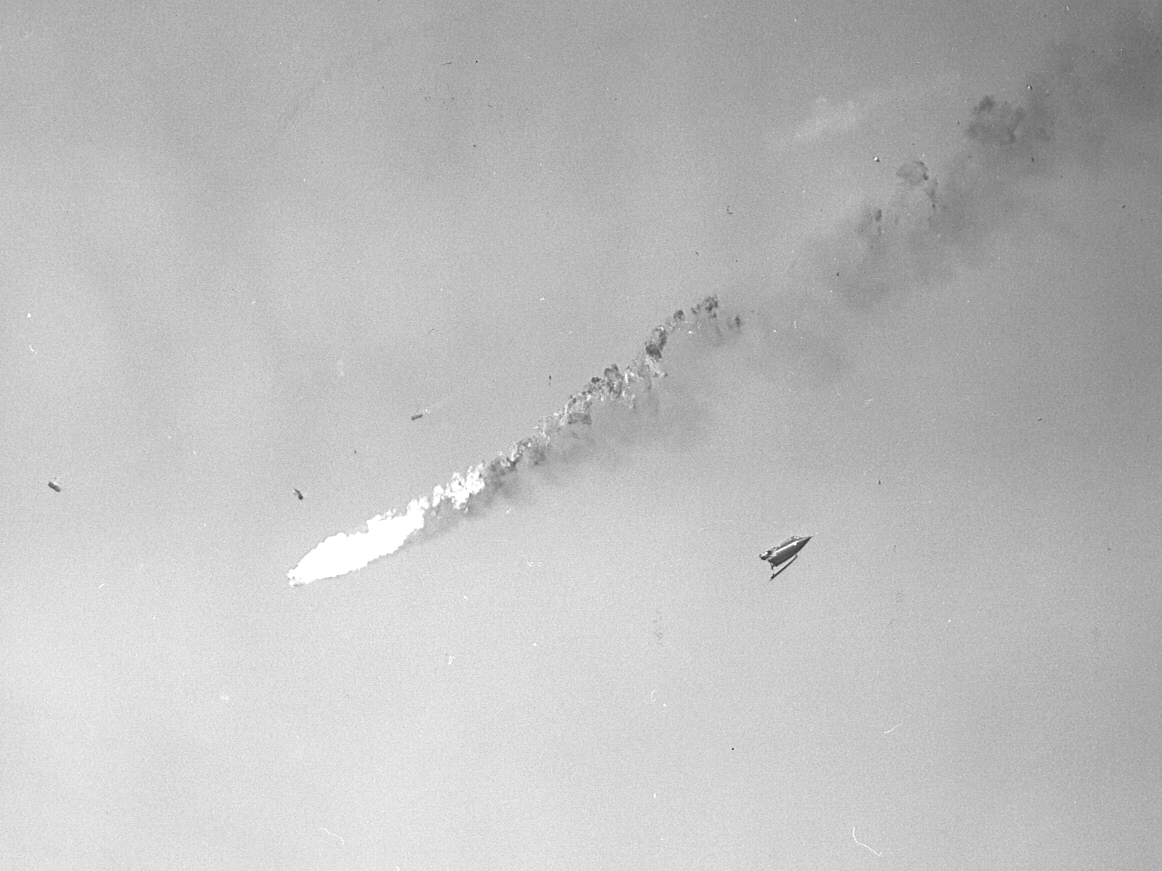
4 listopada 1954 roku, moment katastrofy samolotu, na zdjęciu widoczny fragment kadłuba z kabiną pilota

Katastrofa prototypu i zdecydowanie bardziej adekwatne do typu zadań, jakie miał wykonywać samolot środki (którymi zaczynała dysponować marynarka) były powodami, które zadecydowały o zakończeniu całego programu. Najpierw w grudniu 1953 roku anulowano zamówienie na dziesięć seryjnych F2Y-1, a w marcu 1954 roku zrezygnowano z ostatnich sześciu seryjnych F2Y-1. Konstruktorzy samolotu nigdy nie rozwiązali problemu wibracji, w jakie wpadała maszyna podczas startów i lądowań. Były one na tyle silne, że bardzo utrudniały sterowanie samolotem, czyniąc całą procedurę startu i lądowania manewrem niebezpiecznym dla życia pilota i integralności konstrukjci. Na początku lat 50. na horyzoncie był już widoczny nowy amerykański lotniskowiec USS „Enterprise”, dysponujący pokładem lotniczym umożliwiającym operacje samolotami zdolnymi do lotów z prędkością naddźwiękową. W 1955 roku oblatano myśliwiec Chance Vought F-8 Crusader, latający z prędkością maksymalną rzędu 2000 km/h. Z kolei United States Air Force wprowadziła do służby wielce udany samolot North American F-86 Sabre, a za chwilę miał się pojawić North American F-100 Super Sabre i reszta myśliwców określanych wspólnym mianem „serii wieku”. W tych warunkach, trudny w obsłudze i eksploatacji Sea Dart, z nierozwiązanymi problemami technicznymi, niewystarczającymi osiągami, które z łatwością były dostępne dla innych, istniejących już maszyn, był już po prostu zbędny. 1 października 1962 roku Departament Obrony Stanów Zjednoczonych wprowadził nowy system nazw samolotów, ujednolicając ich oznaczenie we wszystkich rodzajach sił zbrojnych. Zmiana dotyczyła samolotów już używanych jak i tych, które miały dopiero wejść do użycia. Wyjątek zrobiono dla jednego samolotu, już wycofanego. Pomimo tego, że Sea Dart nie był już w użyciu od pięciu lat, otrzymał nowe oznaczenie F-7A.

## Konstrukcja

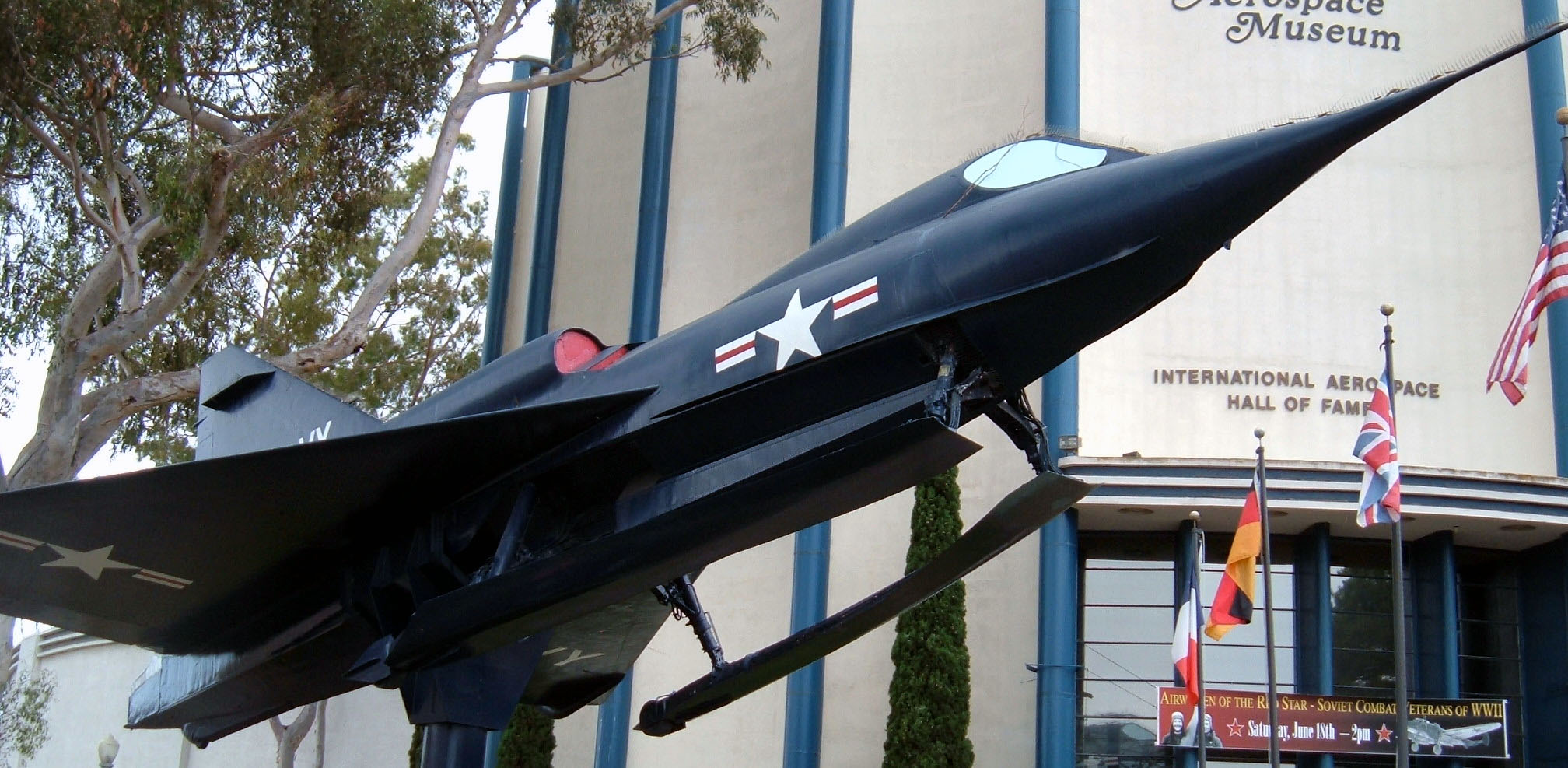
Sea Dart przed wejściem do San Diego Air & Space Museum

Sea Dart był całkowicie metalowym dolnopłatem, wodnosamolotem zbudowanym w układzie delta. Skrzydła o profilu symetrycznym, niewielkim, wynoszącym 1°30' wzniosie i kącie zaklinowania 0°, pozbawione klap. Mechanizację skrzydeł stanowiły sterolotki, których siłowniki znajdowały się na dolnych powierzchniach skrzydeł. Sterolotki mogły być odchylane równocześnie do góry lub do dołu, w takiej sytuacji działały jak ster wysokości, a gdy jedna była wychylana do góry a druga do dołu, przyjmowały rolę lotek. Ster kierunku znajdował się na stateczniki pionowym. Począwszy od trzeciej maszyny, montowano na nim anteny radiostacji VHF po obu stronach statecznika i białe światło pozycyjne na krawędzi spływu statecznika. Golenie, na których opierały się narty były amortyzowane. Od trzeciego wybudowanego samolotu, maszyny wyposażone były w płozy zwężające się ku tyłowi z ostrymi końcami. Na końcach goleni zamontowano kółka oraz dodatkową, niewielką płetwę stabilizującą. Zwiększono również objętość przednich amortyzatorów. Trzecie kółko, swobodnie skrętne, znajdowało się na końcu kadłuba. Również na końcu kadłuba, pomiędzy dyszami odprowadzającymi gazy spalinowe, znajdował się hamulec aerodynamiczny, składających się z dwóch płyt złożonych i przylegających do siebie w pozycji zamkniętej lub odchylanych na 60° na boki. Podczas płynięcia z bardzo małą prędkością, odchylane na 30° na bok płyty hamulca mogły działać jako stery. U dołu płyt, na każdej z nich znajdowały się dopełniające się ramiona haka holowniczego. Podczas zjazdu z ramy do wody samoloty asekurowane były przyczepioną do haka liną. Po opadnięciu na wodę, pilot rozchylał płyty hamulca na boki, uwalniając tym samym linę. Dodatkowy hak znajdował się na dziobie samolotu, podczas lotu chowany do kadłuba. Osie jednostek napędowych maszyny odchylone były od osi symetrii samolotu o 1°15'. Zbiornik paliwa zamontowany był w środkowej części kadłuba, poniżej skrzydeł samolotu, mieścił 2360 litrów.

## Zachowane egzemplarze
Do dziś zachowane są cztery samoloty. Prototypowy XF2Y-1 Sea Dart o numerze 137634 znajduje się w magazynach Smithsonian Institution w Waszyngtonie, gdzie czeka na renowację. Obecnie samolot nie jest udostępniony zwiedzającym. Drugi przedseryjny YF2Y-1 Sea Dart o numerze 135763, wypożyczony z National Museum of Naval Aviation, prezentowany jest przed wejściem do San Diego Air & Space Museum w San Diego. Kolejny YF2Y-1 o numerze seryjnym 135764, również należący do National Museum of Naval Aviation, można oglądać w Wings of Freedom Aviation Museum, mieszczącego się na terenie dawnej bazy marynarki Naval Air Station Joint Reserve Base Willow Grove w Horsham Township w Pensylwanii. Ostatni YF2Y-1 o numerze 135765 jest udostępniony zwiedzającym w mieszczącym się w Lakeland na Florydzie Florida Air Museum. Samoloty o numerach seryjnych 135764 i 135765 nigdy nie zostały wyposażone w silniki.